# Иноуэ, Такэхико
Такэхико Иноуэ (яп. 井上 雄彦; род. 12 января 1967 года) — японский мангака. Наиболее известен благодаря его работе «Slam Dunk» (1990—1996) и манге «Vagabond» которые являются двумя самыми продаваемыми сериями манги в истории. Многие из его работ посвящены баскетболу, и сам Иноуэ является большим поклонником этого вида спорта. В 2012 году Иноуэ стал первым лауреатом культурной премии «Asia Cosmopolitan Awards».

## Ранняя жизнь и образование
Иноуэ родился в Иса, Кагосима, и с детства увлекался рисованием. В начальной и средней школе Иноуэ присоединился к клубам кэндо и баскетболу, став капитаном последнего. На третьем году обучения в средней школе Огути префектуры Кагосима Иноуэ прошёл летний курс в подготовительной школе искусств с планом поступить в художественный университет, но такие школы были слишком дорогими, поэтому в итоге он поступил в университет Кумамото недалеко от своего родного города. Его публикация в Weekly Shōnen Jump привлекла внимание редактора Тайдзо Накамура, и в возрасте 20 лет Иноуэ бросил колледж, чтобы переехать в Токио и продолжить карьеру мангаки.

## Карьера
До своего дебюта Иноуэ был ассистентом Цукасы Ходзё в «City Hunter». Он дебютировал в 1988 году, когда «Purple Kaede» (楓パープル) появился в журнале Weekly Shōnen Jump. Он получил 35-ю ежегодную премию Тэдзуки.
Первая настоящая известность пришла к Иноуэ с его следующей мангой Slam Dunk о баскетбольной команде из старшей школы Сёхоку. Манга публиковалась в Weekly Shōnen Jump с 1990 по 1996 год, и было продано более 170 миллионов копий по всему миру. 1995 году она получила 40-ю ежегодную премию Shogakukan Manga Award за сёнэн-мангу, а в 2007 году была объявлена любимой мангой Японии. Slam Dunk был адаптирован для 101-серийного аниме-телесериала и четырёх фильмов. Популярность манги вызвала всплеск интереса к баскетболу среди японской молодежи, что привело к тому, что Иноуэ и его издатель «Сюэйся» создали Slam Dunk в Slam Dunk Scholarship program 2006 году и Иноуэ получает благодарность от Японской баскетбольной ассоциации за помощь в популяризации баскетбола в стране.
Иноуэ запустил Buzzer Beater как онлайн-комикс в мае 1996 года на сайте Sports-i ESPN (теперь J Sports). Речь идет о баскетбольной команде с Земли, которая пытается соревноваться на межгалактическом уровне, она появляется на его официальном сайте на четырёх языках: японском, английском, китайском и корейском. В 2005 году по Buzzer Beater был снят 13-серийный аниме-сериал. В 2007 году был снят второй 13-серийный сериал. Оба сезона были анимированы TMS Entertainment .
Бродяга был следующей мангой Иноуэ, адаптированной из вымышленных рассказов Эйдзи Ёсикавы о самурае Миямото Мусаси, которые он начал рисовать в 1998 году. Работа получила премию Kodansha Manga Award за в 2000 году и Гран-при 6-й Культурной премии Осаму Тэдзуки в 2002 году, разделив свою награду вместе с другим мангакой Кэнтаро Миурой.
Ещё работая над Vagabond, Иноуэ начал рисовать «Real» в 1999 году, свою третью баскетбольную мангу, посвященную баскетболу на колясках. Он получил приз Excellence Prize на Японском фестивале медиаискусства 2001 года. Иноуэ также создал дизайн персонажей для Xbox 360 RPG Lost Odyssey на основе исходного материала, предоставленного Хиронобу Сакагути. Сакагути обратился к Иноуэ за его талант изображать людей и его способность «иллюстрировать внутренние эмоции персонажа», поскольку целью видеоигры было объяснение людей.
В 2013 году Иноуэ опубликовал иллюстрированные путевые заметки о жизни и архитектуре Антонио Гауди под названием «Пепита: Такэхико Иноуэ встречает Гауди», в которых подробно описал свои мысли и путешествия на каталонском языке.

## Произведения
- Chameleon Jail (1989—1990)
- Slam Dunk (1990—1996)
- Buzzer Beater (1996—1998)
- Vagabond (1998—2015)
- Real (1999-н. в.)